# Berserk
Pour les articles homonymes, voir Berserk (homonymie).

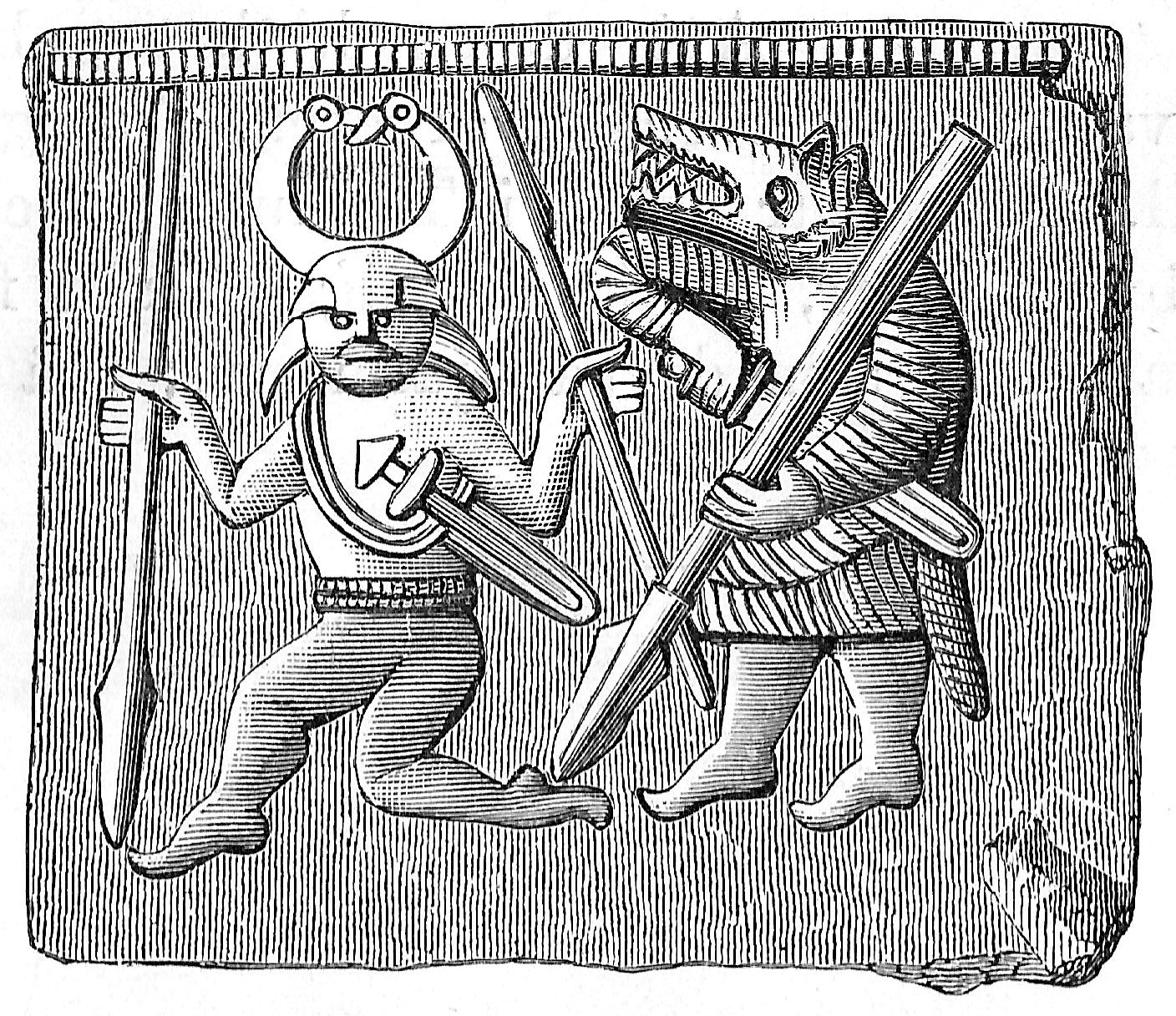
Reproduction sur une gravure en bois de l'une des plaques de Torslunda en bronze, datant de l'âge de Vendel, découvertes à Öland en Suède.
Elle représente un berserker (à droite) tirant une épée du fourreau, et, à gauche, Oden (probablement Odin).

Le berserker (en vieux norrois berserkr, pluriel berserkir) désigne un guerrier-fauve qui entre dans une fureur sacrée (en vieux norrois berserksgangr, « marche, allure du guerrier-fauve ») le rendant surpuissant et capable des plus invraisemblables exploits.
Quoique le personnage apparaisse surtout dans les sagas et les mythologies nordiques et germaniques (exemples : Arnwulf, Bernhari, Berthramm, Gundhramm, Haimric, Hlodwig, Richari, Theudberga, Warinhari, Wilhem, etc.), il est néanmoins attesté dans des sources plus historiques, comme le Haraldskvæði (voir le récit de la bataille du Hafrsfjördr) où les berserkers sont également appelés úlfheðnar, ou sous les traits de Thorir Hund dans la Saga de Saint Olaf, dans la Heimskringla.

## Étymologie

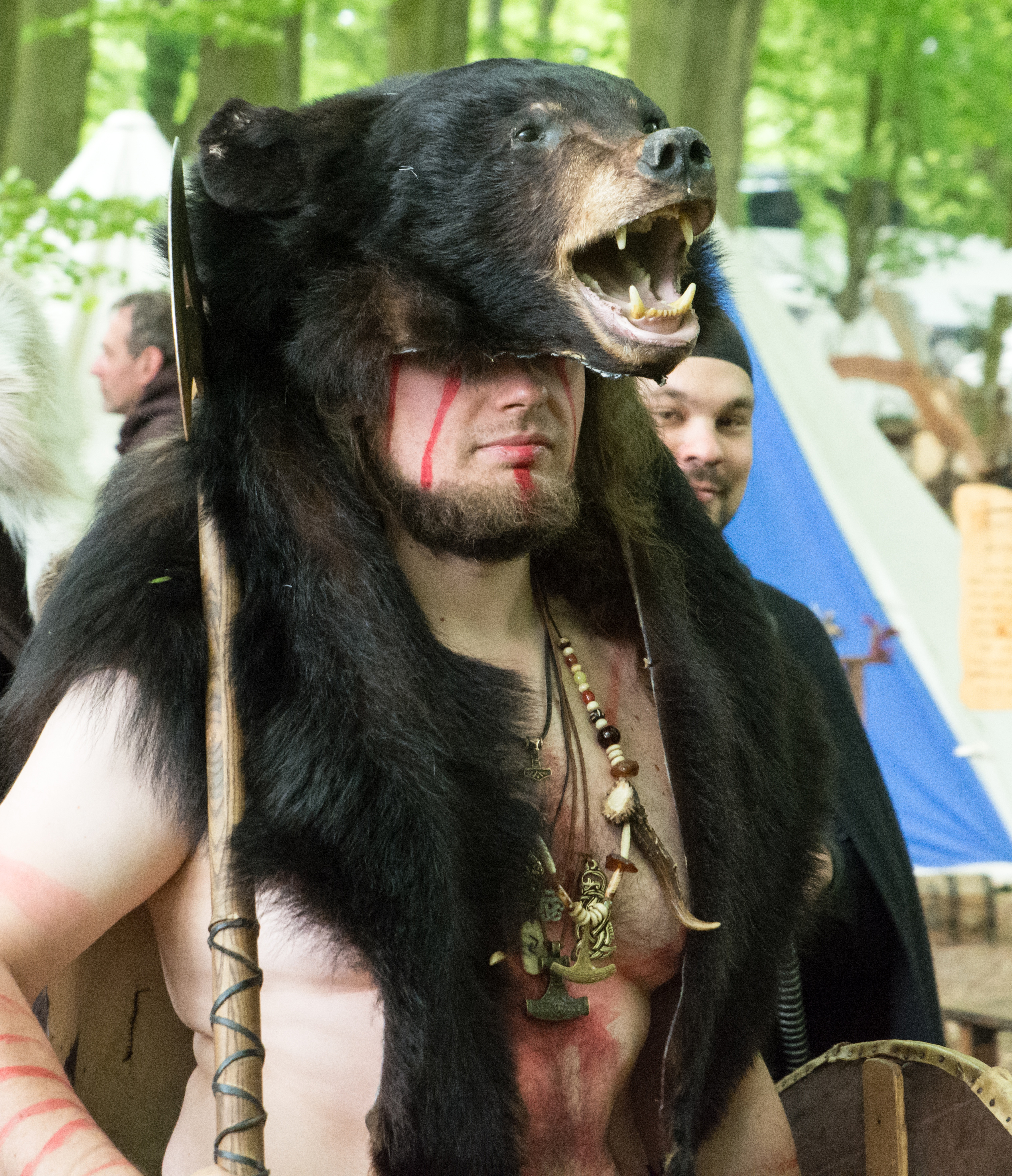
Représentation moderne d'un berzeker en Allemagne.

« Berserk » pourrait signifier « peau d’ours » (du vieux norrois ber särk : « chemise [en peau] d’ours »). Il existe une autre théorie, qui interprète le mot en « sans protection » (du norvégien « berr särk », poitrine nue). Cette interprétation, guère contestée autrefois, fut battue en brèche à partir du milieu du XIXe siècle. Elle revint en faveur entre les deux guerres mondiales, défendue par Erik Noreen, puis Hans Kühn. Depuis, la controverse demeure ouverte, mais la majorité des auteurs modernes pencheraient plutôt, avec Otto Höfler, pour la première solution. 

Selon Régis Boyer, le mot berserk peut signifier que le guerrier-fauve se battait à découvert (sans chemise), mais plus probablement qu'il avait la force d'un ours dont il portait la peau en guise d'armure (chemise d'ours). La signification « à découvert », « sans protection », pourrait aussi désigner non l'habillement mais une attitude de combat, un guerrier réputé brave ne portant pas de bouclier mais utilisant ses deux mains pour le maniement de l'épée ou de la hache (à la manière des « joueurs d'épée » - « double-solde » de la Renaissance).
Le terme a été adjectivé en anglais, où « to go berserk » signifie en langage familier « devenir fou furieux », « perdre le contrôle de soi », un peu l'équivalent du québécois « péter sa coche » ou du français « péter les plombs », ou de amok, dans de nombreuses langues.

## Légende

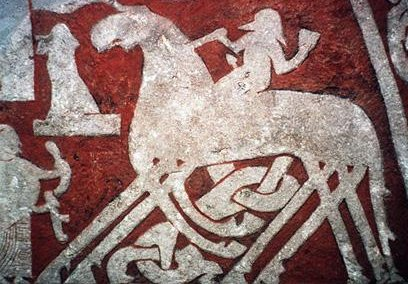
Le dieu nordique Odin sur son cheval Sleipnir, décrite sur la pierre de Tjängvide. Odin était un berserker.

On peut distinguer trois classes de guerrier de ce type :
- les svinfylkingars : guerriers-sangliers ;
- les ulfhednars ou ulfarks : guerriers-loups ;
- les berserkers : guerriers-ours.

Dans la mythologie, les berserkers au sens large seraient des guerriers d'Odin, et l'équivalent vivant des Einherjar.
Les berserkers combattent dans un état de transe provoqué par l'esprit animal du guerrier (ours, loup ou sanglier). Cette fureur serait liée à l'animal totem de la personne. Les berserkers ne sont pas uniquement des guerriers, ils ont aussi une fonction de prêtres des dieux nordiques et particulièrement d'Odin[réf. nécessaire]. Les berserkers (tous plus de deux mètres de hauteur) étaient censés former la garde rapprochée des rois scandinaves par troupes de 12 guerriers. Certains récits et preuves archéologiques évoquent un clan nommé "Clan des fils d’Odin" près de Skagen (Danemark) dont les squelettes des hommes mesuraient environ deux mètres.[réf. nécessaire]
Les guerriers d'Odin étaient réunis en confréries et chaque aspirant devait passer une initiation dont certains détails nous sont parvenus grâce à la saga de Hrólf Kraki : l'aspirant berserker devait tuer rituellement l'image de l'ours, puis boire son sang afin que le pouvoir de la bête se répande en lui. Il devenait alors un berserker et obtenait en plus de sa fureur le don de Hamrammr, c'est-à-dire le pouvoir de métamorphose qui lui permettait de modifier la perception que les autres ont de lui, mais aussi d'apparaitre sous forme animale. Lors de leurs crises de fureur, les berserkers laissaient s'effacer leur esprit humain pour laisser l'esprit animal prendre le contrôle.
Tous les jeunes guerriers devaient passer un rituel important auprès de leur sorcier[réf. nécessaire] : le rituel de l'éveil. Ce rituel était la signification même de leur colère sacrée : soit ils survivaient, soit ils mouraient. S'ils survivaient au rituel, ils devaient porter une sorte de tatouage en forme de loup ainsi qu'un serpent se mordant la queue et le signe du clan auquel ils appartenaient.

## Données historiques

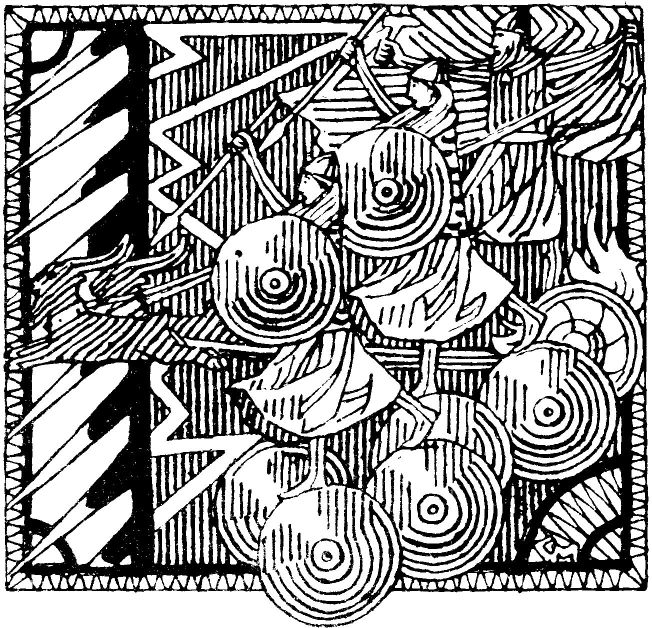
« Uværet, Hjørungavåg »
Illustration de la saga d'Olav Tryggvasons,
Gerhard Munthe (1899).

Les premiers guerriers berserks étaient le peuple Hari mais les historiens ne savent trop peu de choses sur les berserkers faute de preuves matérielles, et notamment si l'on naissait berserk. Cependant, l'onomastique comme les sagas révélant l'existence de lignées de berserkers, on peut pencher pour le caractère héréditaire du phénomène. On sait seulement qu’ils s'habillaient de peau d'ours ou de loup, et se battaient sous l’emprise de la fureur d’Óðinn (berserksgangr), ce qui était réputé leur conférer une quasi-invincibilité en combat au corps à corps. D'ailleurs, l’Ynglinga Saga dit à leur sujet : « Ses hommes à lui [ceux d'Óðinn] allaient de l’avant sans armure, enragés comme des chiens ou des loups, mordant leur bouclier, forts comme des ours ou des taureaux, et tuant les gens en un coup, mais eux, ni fer ni feu ne les navraient. Ils étaient appelés berserkers. ». En pratique, leur furor les rendait insensibles aux blessures et à la peur.
Vincent Samson, dans une étude exhaustive, montre que la présentation des berserkers a évolué dans le temps. Formant une garde rapprochée autour des rois dans les poèmes scaldiques du début du Xe siècle, ils sont entourés d’un grand prestige d’un bout à l’autre du monde scandinave continental. Vaincre un berserk en combat singulier étant un exploit digne des plus grands héros. Ils sont montrés sous un jour nettement moins positif dans les sagas islandaises de la fin du Moyen Âge.
Selon les sagas, le berserksgangr s'accompagnait de manifestations telles que les yeux révulsés, des hurlements (parfois associés à ceux de bêtes sauvages) ou la morsure du rebord du bouclier, résultats du furor ; les guerriers-fauves étaient capables de prouesses diverses : forces décuplées, capacité à traverser le feu, invulnérabilité aux coups de leurs adversaires. Tacite (Germania, III) mentionnait déjà la pratique du bardit ou barritus où les guerriers "chantent" derrière leurs boucliers (qui peut rappeler la morsure du bouclier des berserkers). De même, dans l'Edda poétique (Hávamál, 156), Óðinn chante sous le bouclier pour rendre invincibles ses compagnons.
Dans les sagas islandaises, postérieures à l'arrivée du christianisme, le personnage du berserker évolue vers celui d'une brute, cherchant souvent à s'approprier par la force les biens, voire la femme de son adversaire. Il devient le « méchant », généralement vaincu par le héros à la fin de l'histoire. C'est l'interprétation de Régis Boyer, pour lequel le prestige de ces guerriers à l'époque des sagas serait à nuancer ; en effet, dans les sagas islandaises, les berserkers sont souvent dépeints comme des brutes, qui sont, justement, aisément vaincues par le jeune héros, plus rusé.
Les sagas islandaises représentent en effet des points de vue tardifs sur les Nordiques, puisqu'elles sont écrites après la christianisation de l'île. L'Íslendingabók, ou "Livre des Islandais", prétendant retracer la colonisation de l'Islande, a ainsi été écrit par un prêtre deux siècles après les faits relatés. Il faut donc noter que le dogme de cette religion, nouvelle pour ces peuples, a pu entacher le prestige dont jouissaient les berserkers, dans le but de mieux saper les bases des anciennes croyances.
Un héros de l'Iliade, Ajax, fils de Télamon, est considéré comme un berzeker par plusieurs auteurs,.

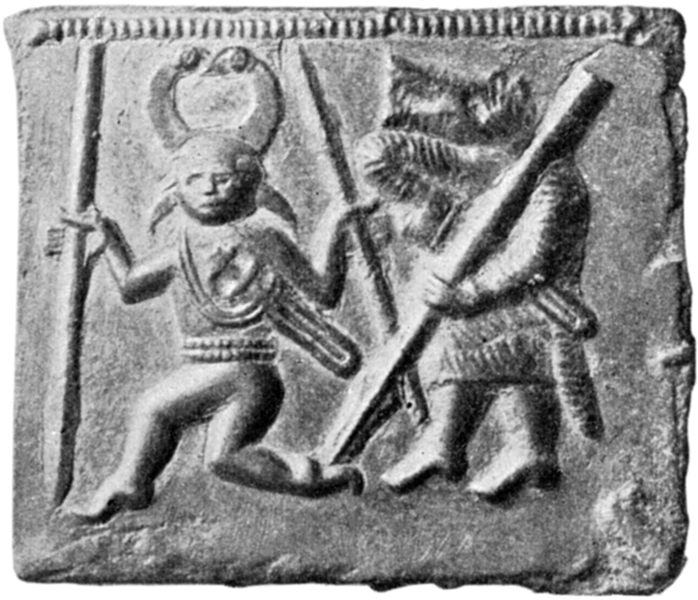
Plaques de Torslunda : Odin suivi par un berserker.
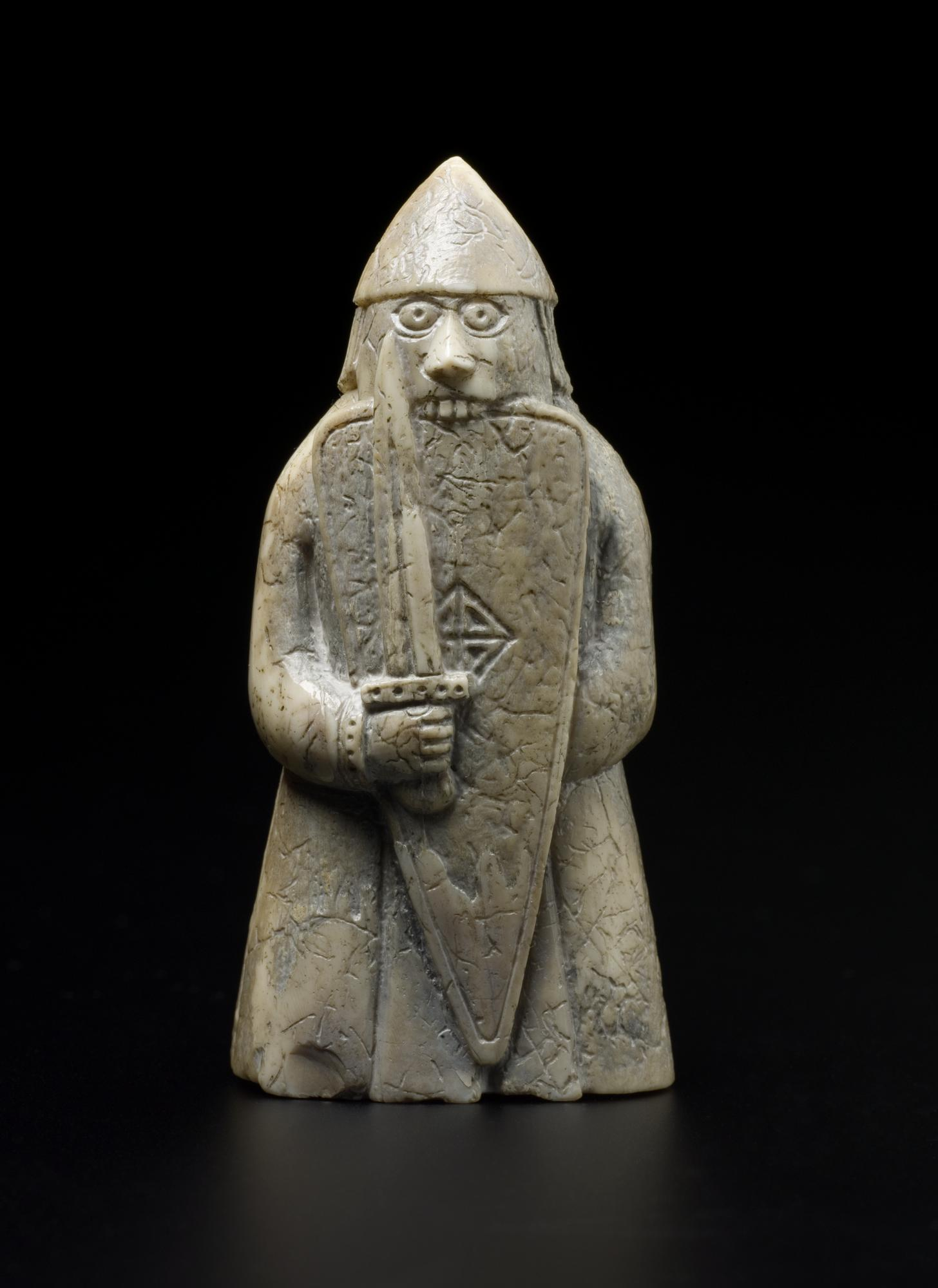
Une pièce d'échec des figurines de Lewis, d'un guerrier mordant son bouclier.
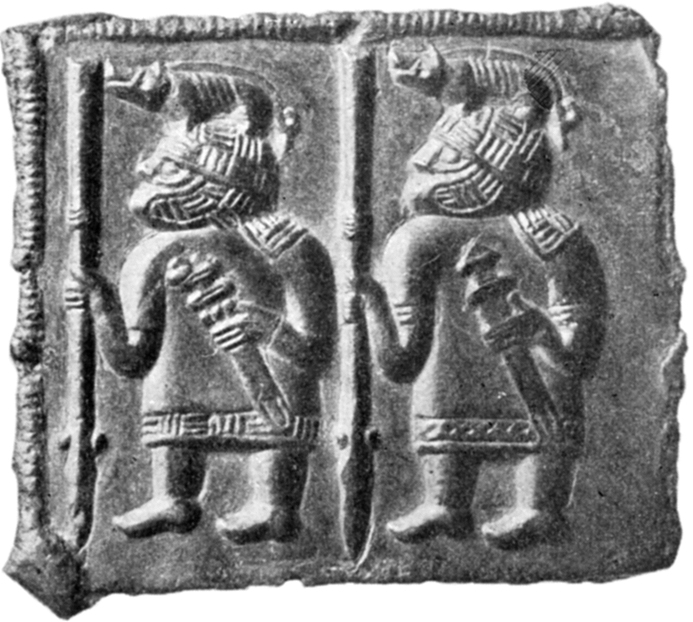
Plaques de Torslunda : deux guerriers portant des sangliers sur leurs casques.
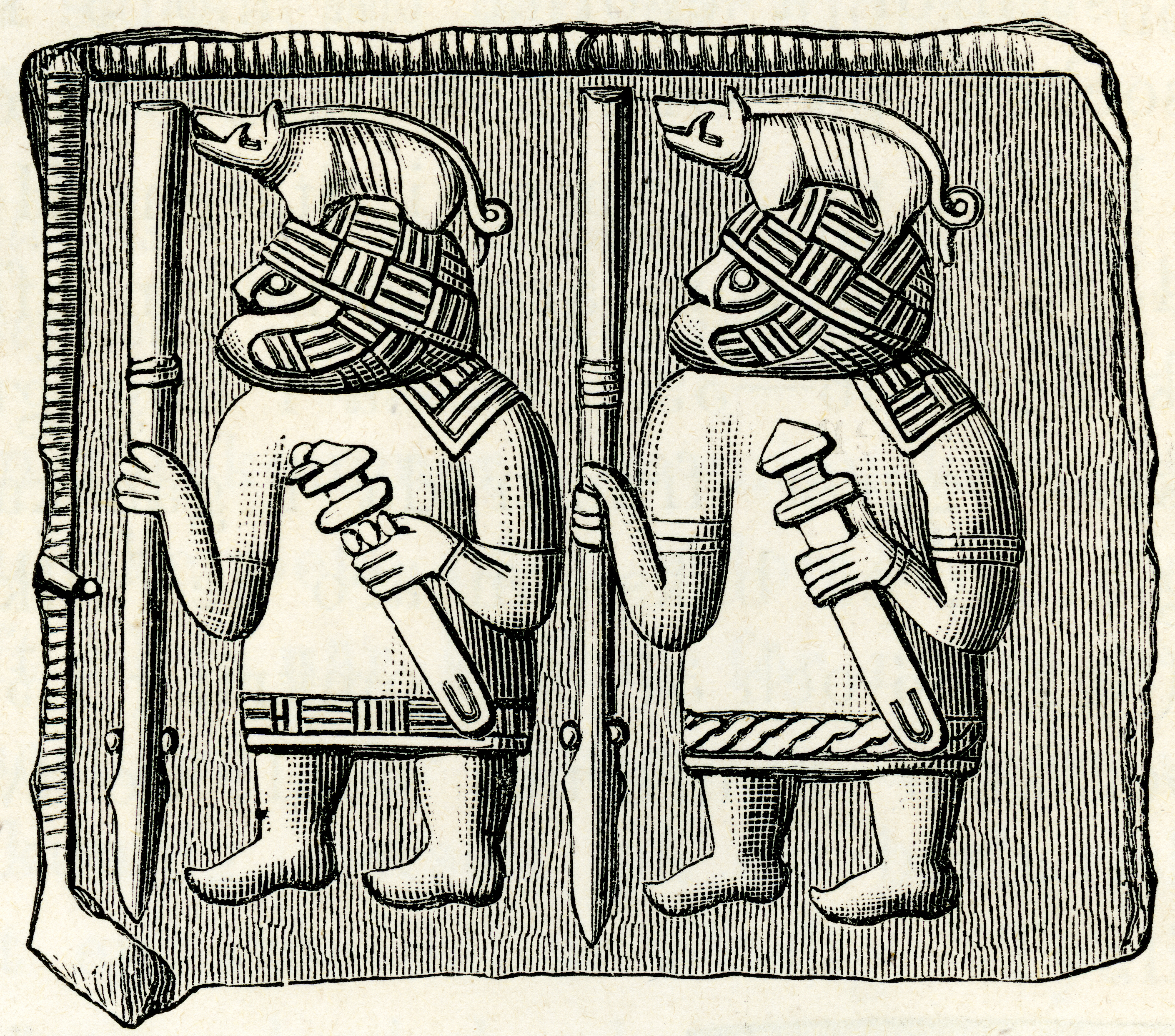
Image de la gravure sur bois datant de 1872.
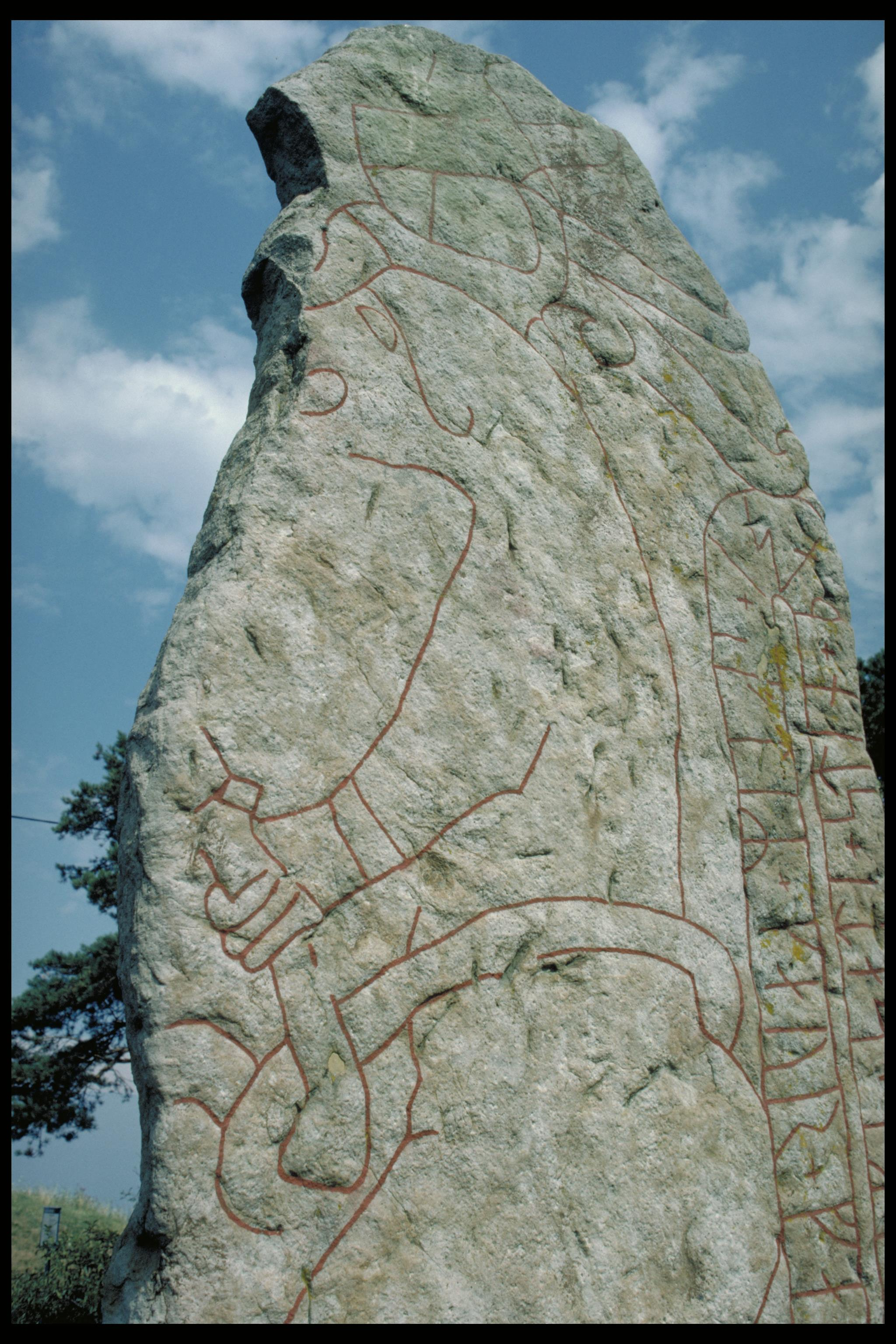
La pierre runique Vg 56 à Källby dans le Västergötland, qui peut montrer un berzerker vêtu d'une peau d'animal.

## Interprétations

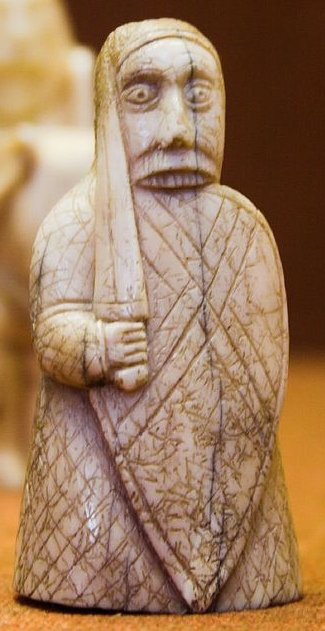
Une pièce de jeu d'échecs (tour) provenant des Figurines de Lewis, représentant un guerrier qui mord son bouclier, écho tardif des berserkers.

Une tentative d'explication a été recherchée dans l'utilisation de drogues, comme l'amanite tue-mouche ou la jusquiame noire, ou de rites chamaniques. D'autres auteurs ont voulu y voir une affection physiologique.
Selon une autre interprétation proposée par un historien non médiéviste les berserkers étaient en fait des combattants souffrant de problèmes psychologiques liés à la guerre, notamment de ce qui est aujourd'hui désigné comme trouble de stress post-traumatique ; ou du moins dans une telle perspective, la présence de berserkers dans les sagas serait liée à l'existence hypothétique, chez certains guerriers scandinaves, de telles psychoses.
Selon Claude Lecouteux hamr, « peau », dans la mythologie nordique, est une des formes que peut prendre « l'âme », l'homme pouvant en avoir plusieurs. Elle est précisément la forme interne qui épouse intimement l'enveloppe corporelle. La manifestation du hamr s'accompagne d'un accroissement de force, le guerrier peut prendre l'aspect d'un animal et se jouer des distances et des obstacles. Le changement de forme, « tandis que l'individu tombe en léthargie », est « un point qui rappelle exactement la transe pendant laquelle l'esprit du chaman visite l'autre monde et entre en communication avec les esprits qu'il interroge ». Régis Boyer, à la suite de Peter Buchholz, attribue au phénomène des connotations chamaniques. Cette thèse est, en revanche, réfutée par François-Xavier Dillmann et Vincent Samson.
Dans les littératures scandinave et islandaise, ce sont les figures du loup et de l'ours qui reviennent le plus fréquemment lorsqu'il est question de « voyage sous la forme ». Lorsqu'il s'agit du loup, c'est le vargúlfr, rappelant le lycanthrope, mais aussi la vargynjur, la femme-louve. Lorsqu'il s'agit de l'ours, c'est le mannbjörn, l'homme-ours. Ces deux formes sont également les représentants des guerriers-fauves (berserkir) d'Odin. Le Berserk prend donc forme d'ours ou de loup dans son furor.

## Dans la culture populaire

### Littérature

#### Roman
- Dans la Saga des Ynglingar (1225) de Snorri Sturluson.
- Dans la série Berserker (1967-1979) de Fred Saberhagen.
- Dans Légende (1984) de David Gemmell, Regnak (ou Rek) est un héros berserk du livre.
- Dans L'Heure du Loup (1989) de Robert McCammon, le berserker est un énorme loup mâle, extrêmement agressif et meurtrier, que doivent affronter les membres de la meute de loups-garous à laquelle appartient le héros.
- Dans les sagas Mercy Thompson (2006–2017) et Alpha et Omega (2011-2018) de Patricia Briggs, le Marok Bran est le Berserker.
- Dans Les Ombres de la Nuit (2010), tome 9 de la série The Immortals After Dark de Kresley Cole (en), l'auteur raconte une histoire entre Aidan le Fier, un Berserker, et Regin la Radieuse, une Valkyrie.
- Dans La Rédemption du berserker (2011) de la saga des Highlanders de Karen Marie Moning, l'auteur raconte l'histoire romantique du berserker Gavrael McIllioch, en Haute Écosse.
- Le titre du roman BZRK (2012) de Michael Grant, ainsi que l'organisation du même nom qui y est présente, fait directement référence au mot « berserk ».
- Dans Le roi des fauves (2015) d'Aurélie Wellenstein, les personnages se changent en « berserkir »[34].
- Dans la trilogie Magnus Chase et les Dieux d'Asgard (2015-2017) de Rick Riordan, le personnage de Mi-Homme Gunderson réside au Walhalla, ayant été tué de vingt flèches en pleine poitrine en voulant protéger son thane.

#### Bande dessinée
- Dans Sláine (1983) de Pat Mills et Simon Bisley, Sláine se transforme en berserk lors d'une des attaques.
- Dans Le Bal Des Vampires (2003), quatrième tome de la série de la bande-dessinée Requiem, Chevalier Vampire de Mills Ledroit et Olivier Ledroit.
- Dans Berserkers, le quatrième tome de la série Les Mondes de Thorgal - La Jeunesse de Thorgal. À la suite de l'enlèvement d'Aaricia par les berserkers, une expédition viking, entre autres composée de Thorgal, Sigurd et Ratatosk, part en mer pour la retrouver.

#### Manga
- Dans Berserk (1989) de Kentaro Miura, Guts le personnage principal est un guerrier utilisant sa rage pour affronter des démons.
- Dans Neon Genesis Evangelion, le mode Berserker est attribué aux Evas qui entrent dans une phase de folie meurtrière et deviennent incontrôlables par les pilotes.
- Dans Dragon Ball Z, les Saiyans, guerriers venus d'une autre planète, ont la capacité de se transformer en singes géants les soirs de pleine lune, ce qui évoque l'animal totem du berserk.
- Dans Dragon Ball Super, les personnages de Kale et Broly sont tous les deux des Super Saiyan dit "berserker" sous leur forme la plus puissante.
- Dans Naruto, le personnage de Jûgo, en absorbant l'énergie naturelle, se transforme en une créature s'apparentant à un berserk.
- Dans Fate/stay night de Datto Nishiwaki, le Berseker est le servant d'Ilyasviel von Einzbern. Dans Fate/zero, il est le servant de Matou Kariya. Dans la licence en général, il s'agit d'une classe de Servants réputée pour sa force extrême mais également pour son agressivité la rendant difficile à maîtriser.
- Dans Gunnm de Yukito Kishiro, c'est le second corps de Gally.
- Dans Ken-ichi le disciple ultime, Berserker est le second de l'organisation « Ragnarok ».
- Dans Vinland Saga, le personnage de Björn mange à plusieurs reprises des champignons qui le font entrer dans un mode berserker.
- Dans Blood Lad, il est dit que Full Metal Evil Jack est un Berserker.
- Dans l'Attaque des Titans, le Titan Assaillant passe en mode berserker pour combattre le Titan féminin
- Dans "Demon Slayer", le personnage de Inosuke Hashibira est un berseker avec son apparence d'animal et son "souffle de la bête"
- Dans l'épisode 9 de Saint Seiya : Soul Of Gold, pendant son combat contre Saga des Gémeaux, le Guerrier Divin Sigmund de Grani est manipulé par Andreas et devient un Berserk, bien que le Chevalier des Gémeaux le laisse en vie après l'avoir vaincu.

### Filmographie

#### Cinéma
- Nightbreed (1990), les habitants de Midian gardent prisonniers dans des cellules souterraines les Berserkers, créatures incontrôlables et sanguinaires.
- Le Seigneur des anneaux : Les Deux Tours (2002), durant la bataille du Gouffre de Helm, les Berserkers sont les premiers Uruk-hai envoyés au corps à corps via les échelles de siège.
- Viking: The Berserkers (2014), d'Anthony Smith.
- Hercule (2014), Tydée de Thèbes, un ami d'Hercule, a un comportement de Berserk.
- Transformers: The Last Knight (2017), un Decepticon se nomme Berserker.
- Alita: Battle Angel (2019), Alita est une adolescente cyborg qui possède un corps de Berserker.
- The Northman (2022), film de Robert Eggers, le héros fait partie des berserkers, et suit le rite d'initiation qui fait de lui un guerrier bête.

#### Télévision
- Dans la série Teen Wolf, saison 4, les berserkers sont représentés portant des crânes d'animaux sur la tête et dirigés par une jaguar-garou[35].
- Dans Marvel : Les Agents du SHIELD, les agents découvrent un bâton Asgardien, le Bâton du Berserker, décuplant la force et la colère. Des soldats d'élite Asgardiens utilisaient les bâtons pour combattre.
- Dans Sleepy Hollow, saison 3, ils sont représentés en guerriers surnaturels, envoyés par l'intermédiaire de la boite de Pandora.
- Dans Vikings de Michael Hirst, saison 4 épisode 4, Bjorn Cotes de fer se bat contre un berserker.
- Dans Grimm, saison 3, Berserker est l'un des nombreux noms d'un loup Wesen, appelé « Wildesheer ».
- Dans la série The Innocents, saison 1 (épisode 5), les berserkers sont considérés comme touchés par le même mal que June lui permettant de changer d’apparence pendant ses crises.
- Dans la série animée Archer, le majordome de Sterling Archer, Woodhouse, raconte être entré dans une rage bersek à la suite de la mort de son amant durant la Seconde Guerre mondiale et l'avoir vengé durant cet épisode.

### Musique
Noms
- The Berzerker, un groupe australien, dont la particularité est de porter des masques particulièrement effrayants à la fois dans leurs clips et sur scène.
- Apoptygma Berzerk, un groupe norvégien.
- Le label discographique néerlandais BZRK Records.
- Les fans du groupe Black Label Society sont appelés les Berserkers. Le groupe a d'ailleurs sorti une chanson intitulée Berserkers dans l'album 1919 Eternal.

Titres
- Berserker (1984), une chanson interprétée par Gary Numan.

- Rabiosa (2011), une chanson de Shakira, est la traduction espagnole du mot « berserker », employé ici dans le sens de « péter les plombs », mais aussi pour la métaphore avec le guerrier fauve.
- Berzerk (2013), une chanson d'Eminem. Le terme « Go berserk » est une expression qui revient souvent dans la chanson, signifiant « devenir fou furieux ».
- The Sons Of Odin, une chanson du groupe Manowar, parle de Berzerken.
- Berzerk, une chanson du groupe Krush (en) sortie sur l'album split 7 avec le groupe japonais Unholy Grave (en).
- Berserker, un album du groupe Amon Amarth, comportant notamment le titre The Berserker at Stamford Bridge qui raconte l'histoire d'un berserker danois à la Bataille de Stamford Bridge.
- Berserker, un album du groupe Beast in Black.
- Berserker (2020), un titre riddim de l’artiste Samplifire.

### Jeux

#### Jeux vidéo
- Berserk, un jeu vidéo de type rogue-like sur la console Vectrex.
- Dans Fire Emblem, le Berserker est une classe de personnages maniant une gigantesque hache et ayant une force et une probabilité de coup critique élevée.
- Dans Empires : L'Aube d'un monde nouveau, le Berserk est une unité d'infanterie française, du Moyen Âge à l'âge de la poudre à canon.
- Dans Rome: Total War, des unités germaniques sont des troupes berserks. Peu nombreuses, celles-ci font cependant des ravages une fois entrées en transe par l'ivresse de la bataille.
- Dans Baldur's Gate, le Rôdeur Minsc peut utiliser une capacité spéciale appelée « Berserk », qui consiste à le mettre dans un état de furie pour améliorer ses capacités et les dommages qu'il inflige mais, sous l'effet de la rage berserk, il peut aussi s'en prendre à ses alliés ; dans Baldur's Gate 2 le berserker est une sous-classe de la classe guerrier, c'est celle du personnage jouable Korgan.
- Dans la série des The Elder Scrolls, les Orques disposent d’un pouvoir inné de Berserk qui, activé, accroît la force, l’état de santé et la fatigue du personnage aux dépens de son agilité. On peut aussi rencontrer sur l’île de Solstheim des « Sans-tuniques » (ou Berserkers) ; insulaires hostiles rendus fous par le froid et l’abus d’hydromel.
- Dans Dofus, la classe de personnages Berserkers, des Sacrieurs.
- Dans Ragnarök Online, Le Lord Knight (Chevalier) a une capacité se nommant « Berserk » qui lui permet d'attaquer à toute une vitesse et avec une force folle ; les points de vies du personnage descendent au fur et à mesure et il est incapable de faire autre chose que d'attaquer.
- Dans Kingdom Hearts, le personnage de Saïx peut entrer en furie, donc en mode Berserk. Il contrôle d'ailleurs des similis portant le nom de Berserker.
- Dans Final Fantasy X-2, la classe Berserk donne au personnage l'apparence d'une guerrière recouverte d'une peau d'animal et de motifs dessinés sur le corps ; elle possède différentes capacités comme la Furie, qui rend le personnage incontrôlable jusqu'à sa mort.
- Dans Final Fantasy XI, la classe Guerrier possède une compétence Berserk qui augmente considérablement son attaque et diminue d'autant sa défense.
- Dans Guild Wars, la compétence de la classe des Guerriers se nomme « Pose du Berserker » et permet d'attaquer plus vite.
- Dans Guild Wars 2, les guerriers peuvent débloquer la classe ultime Berserker pour décupler leur puissance.
- Dans Age of Empires II: The Age of Kings, le guerrier Berserk (dans la traduction française originale, « Fou de guerre ») est une unité d'infanterie unique au peuple Viking pouvant se régénérer.
- Dans Fate/stay night, adapté par la suite en manga et en anime, un des servants fait partie de la classe des Berserker.
- Dans Warcraft III The Frozen Throne, le troll chasseur de tête évolue en « troll berserker », qui peut augmenter ses dégâts produits, mais double ceux subis.
- Dans World of Warcraft, la posture de la classe guerrière est appelée Posture Berserker. Elle permet aux attaques de mêlée normales et aux dégâts subis de générer de la rage.
- Dans Paraworld, le berserker est une unité spéciale qui peut être produite à l'aide d'Anthony Cole. En présence d'un ennemi, le berserker devient incontrôlable.
- Dans Diablo II, la classe du Barbare possède une attaque appelée « Berserker » qui lui permet d'infliger d'énormes dommages, tout en perdant la totalité de sa défense.
- Dans Lineage II, le Berserker est une classe de la race des Kamaëls qui inflige d'énormes dommages, au détriment de sa défense et de son évasion.
- Dans Priston Tale, la compétence de la classe des Fighters qui se nomme « Berserker » augmente considérablement la puissance d'attaque.
- Dans Dark Age of Camelot, le Berserker est une classe du royaume de Midgard.
- Dans Metin2, le Berserk est une compétence augmentant la vitesse d'attaque et la vitesse de déplacement.
- Dans Fable, le personnage peut posséder l'attaque « Berserk », par laquelle il est atteint d'une folie meurtrière[36].
- Dans Nostale, le « berserker » est la quatrième spécialisation d'escrimeur à obtenir.
- Dans Gears of War ainsi que dans Gears of War 2, il existe des ennemies (féminins) appelées « Berserker » qui sont invincibles, à moins d'avoir recours à des armes non conventionnelles.
- Dans Runescape, le casque « berserker » est un casque avec des cornes. Il existe également le rang « Berserker » dans la compétence Assaut de donjon, qui caractérise un joueur qui a fait preuve de grandes qualités en combat.
- Dans Age of Conan: Hyborian Adventures, le Maraudeur barbare possède un arbre de compétences Berserk, limitant son armure à l'armure de cuir et lui permettant des attaques rapides, puissantes et sanglantes.
- Dans Dragon Age : Origins, une spécialisation des personnages de classe guerrier se nomme Berserker[37].
- Dans Unreal Tournament 2004, le joueur peut activer un mode Berserk à la suite d'une combinaison de touches, qui lui permet de tirer deux fois plus rapidement[38].
- Dans Grand Fantasia, le berserker est une classe possédant une assez bonne défense et pouvant infliger des dégâts incroyables.
- Dans League of Legends, Olaf, un des personnages jouables désigné comme étant un berserker, voit sa capacité meurtrière s'accroître au fur et à mesure qu'il s'approche de la mort.
- Dans Urban Rivals, les Berzerks sont un clan qui est entré dans une immense colère à la suite d'une inhalation de gaz « Xantiax ».
- Dans la série de jeux Final Fantasy, le job « Berzerk » revient souvent. Il est désigné comme un personnage sanguinaire qui tire sa puissance des coups qu'il encaisse.
- Dans Chrono Trigger, un accessoire nommé « Bague de berserk » rend incontrôlable le personnage lors des combats, tout en augmentant ses caractéristiques d'attaque et de défense.
- Dans Heroes of Might and Magic V: Hammers of Fate et Heroes of Might and Magic V: Tribes of the East, le berserker est une unité améliorée de la faction des nains, se basant sur la puissance et la vitesse d'attaque, au détriment de la défense.
- Dans Hitman: Absolution, le joueur gagne le titre « Berserker » en tuant cinq personnes avec une hache.
- Dans Slaves to Armok II: Dwarf Fortress, les Nains peuvent devenir Berserks et disposer d'une force accrue mais aussi d'être atteints d'une folie meurtrière[39].
- Dans The Elder Scrolls V : Skyrim, le joueur peut répartir ses points de compétences de façon à devenir l'un de ses guerriers-fauves et peut, en intégrant les Compagnons de Blancherive, devenir un loup-garou.
- Dans Dota 2, Huskar, l'un des personnages jouables, a pour 3e pouvoir le Berserker's Blood, qui lui rajoute de la vitesse d'attaque pour le pourcentage de santé manquante.
- Dans The Battle for Wesnoth, une des unités naines est appelée « berserker » et se bat jusqu'à la mort ou celle de son adversaire.
- Dans War of the Vikings (en), le Berserker est une classe de personnage.
- Dans Hearthstone, les Berserkers (Berserker Amani, Berserker Gurubashi, Berserker Écumant) sont des créatures qui voient leur force d'attaque augmenter lorsqu'elles sont blessées.
- Dans Game of Thrones: A Telltale Games Series, au bosquet Nord, les guerriers ont un comportement de berserk pour ne pas avoir des émotions pendant les batailles contre les morts-vivants.
- Dans Invizimals, le berserker est un ours de pierre qui est possédé par le 1er boss, Hakira.
- Dans For Honor, il existe une classe de Berserkers.
- Dans Call of Duty: Black Ops III, Berserk est une map en DLC.
- Dans Odin Sphere, un des personnages jouables, Oswald, a la possibilité de se transformer en Berserker, après avoir rempli sa barre de rage en frappant ses ennemis.
- Dans The Witcher 3: Wild Hunt et Gwent: The Witcher Card Game, les Berserkers sont des créatures de la région de Skellige.
- Dans Diablo III, la « Rage du Berserker » est une compétence de la classe de personnages Barbare. Sa puissance augmente de façon considérable et son apparence change.
- Dans la trilogie Mass Effect, les Berserkers sont un groupe de mercenaires ultraviolents (souvent Vortchas ou Krogan).
- Dans Forge of Empires, le Berserker est l'unité légère du Moyen Age Classique ; elle ne possède pas d'aptitudes particulières
- Dans Goodgame Empire, le Berserker est une unité d'attaque très puissante, réservée au top 100 des joueurs les plus glorieux.
- Dans Devil Survivor 2, le personnage de Wakui Keita a le pouvoir d'invoquer un Berserk pour se défendre contre les Septentrions.
- Dans Civilization VI, Berserker est une unité spéciale de la Norvège.
- Dans La Terre du Milieu : L'Ombre de la guerre, les berserkers sont l'une des classes uruks avancées, l'une des plus efficaces.

- Dans assassin's Creed Valhalla, une mission bonus s'intitule "la voie du berserker" dans laquelle le personnage principal vient en aide à un guerrier berserker en quête de vengeance.
- Dans les jeux de la franchise Doom, le mode Berserk est un power-up temporaire qui permet au Doom Slayer d'augmenter sa force au point de tuer même les démons les plus massifs (en dehors des boss) du jeu à mains nues en un seul coup (Ou avec son poing américain dans les jeux classiques).

#### Jeux de rôle
De nombreux univers médiévaux-fantastique, notamment dans les jeux de rôles, comportent des personnages issus de tribus barbares qui présentent les caractéristiques des Berserks (ils peuvent notamment entrer dans une rage guerrière durant laquelle ils ne ressentent plus la douleur et ne sont plus capables de distinguer leurs alliés de leurs ennemis). Ils sont souvent nommés berserkers, le terme berserk désignant alors leur état de rage guerrière.
- Dans Warhammer 40.000, les Berserkers de Khorne issus de l'armée des Space Marines du Chaos sont de redoutables guerriers spécialisés dans les tactiques de corps à corps, disciples du Dieu chaotique de la guerre et du sang.
- Dans Warhammer Fantasy Battle, les tueurs nains, des guerriers à la longue barbe rousse, combattant à la hache et sans armure à la recherche d'une mort héroïque, s'inspirent manifestement des Berserkers.
- Dans Blood Bowl, une faction appelée nordiques s'inspire directement des berserks mythologiques. Elle inclut des loups-garous nordiques et des berserks, leurs compétences dans le jeu retranscrivent bien l'idée de fureur sacrée : ces joueurs poursuivent invariablement leurs adversaires, quitte à risquer plus.

#### Jeux de société
- Dans le jeu Small World, « Berserks » est l'un des pouvoirs spéciaux.

### Documentaire
En 2013, un documentaire-fiction intitulé Berserkir, réalisé par Marine Angé et Marion Cros, est diffusé dans l’émission Par Ouï dire sur la RTBF.